# Плутарх (лунный кратер)
Кратер Плутарх (лат. Plutarch) — крупный молодой ударный кратер в северном полушарии видимой стороны Луны. Название присвоено в древнегреческого философа и биографа Плутарха (ок. 45 - ок. 127) и утверждено Международным астрономическим союзом в 1935 г. Образование кратера относится к эратосфенскому периоду.

## Описание кратера

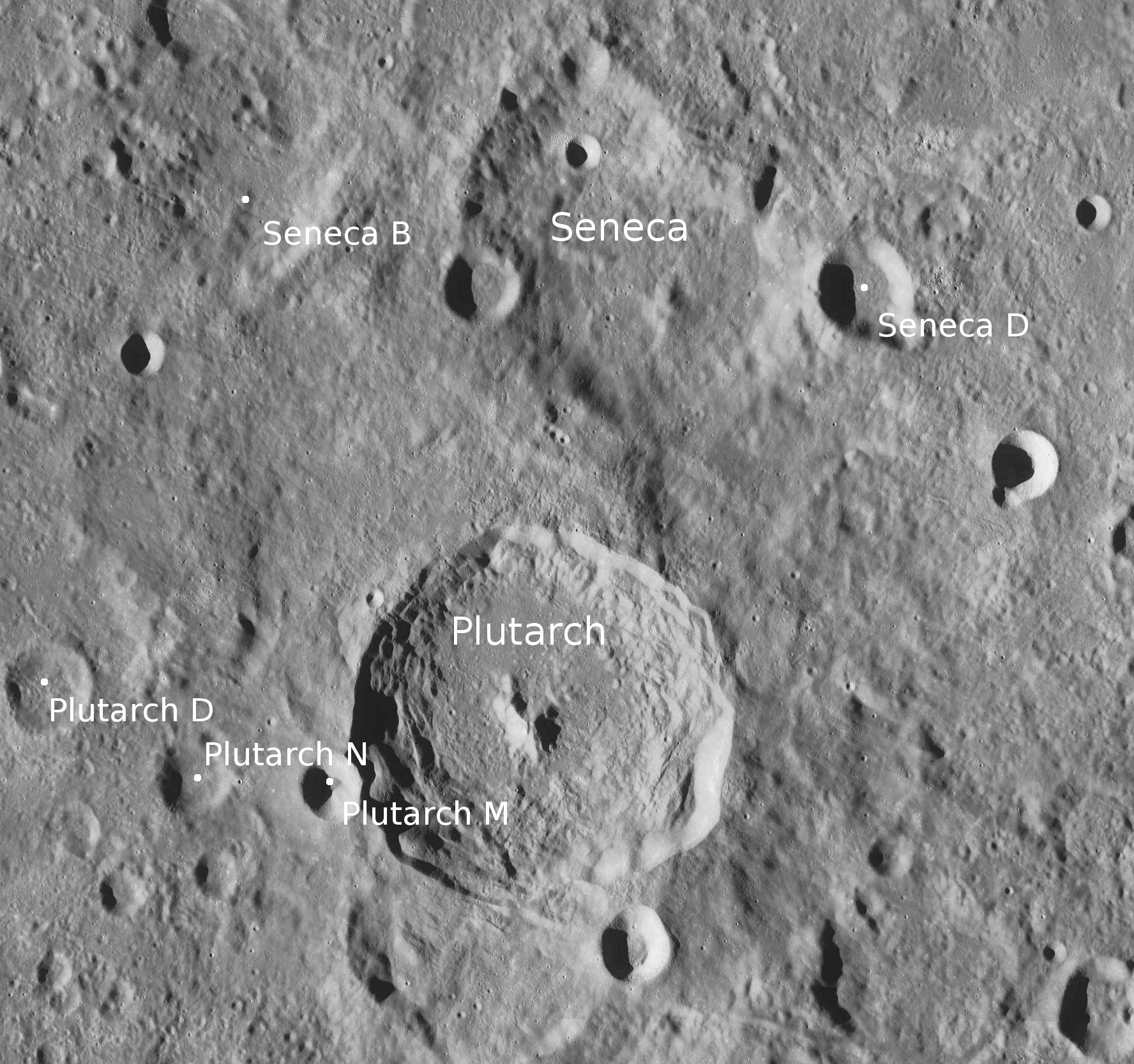
Окрестности кратера Плутарх. Снимок зонда Lunar Reconnaissance Orbiter.

Ближайшими соседями кратера являются кратер Сенека на севере; кратер Хаббл на востоке-юго-востоке и кратер Кеннон на юге-юго-востоке. На юго-востоке от кратера Плутарх расположено Море Краевое. Селенографические координаты центра кратера 24°11′ с. ш. 79°03′ з. д. / 24,18° с. ш. 79,05° з. д., диаметр 69,6 км, глубина 4760 м.
Кратер Плутарх имеет полигональную форму и практически не разрушен. Вал с четко очерченной кромкой, к западной оконечности вала примыкает приметный чашеобразный кратер. Внутренний склон вала с остатками террасовидной структуры, неравномерный по ширине, особенно широкий в южной части. Высота вала над окружающей местностью достигает 1270 м, объем кратера составляет приблизительно 4100 км³. Дно чаши пересеченное за исключением ровной области в северной части, которая возможно затоплена лавой. В центре чаши расположен массивный пик с небольшим отрогом в северном-северо-западном направлении. Состав центрального пика - анортозит (A), габбро-норито-троктолитовый анортозит с содержанием плагиоклаза 85-90 % (GNTA1).

## Сателлитные кратеры

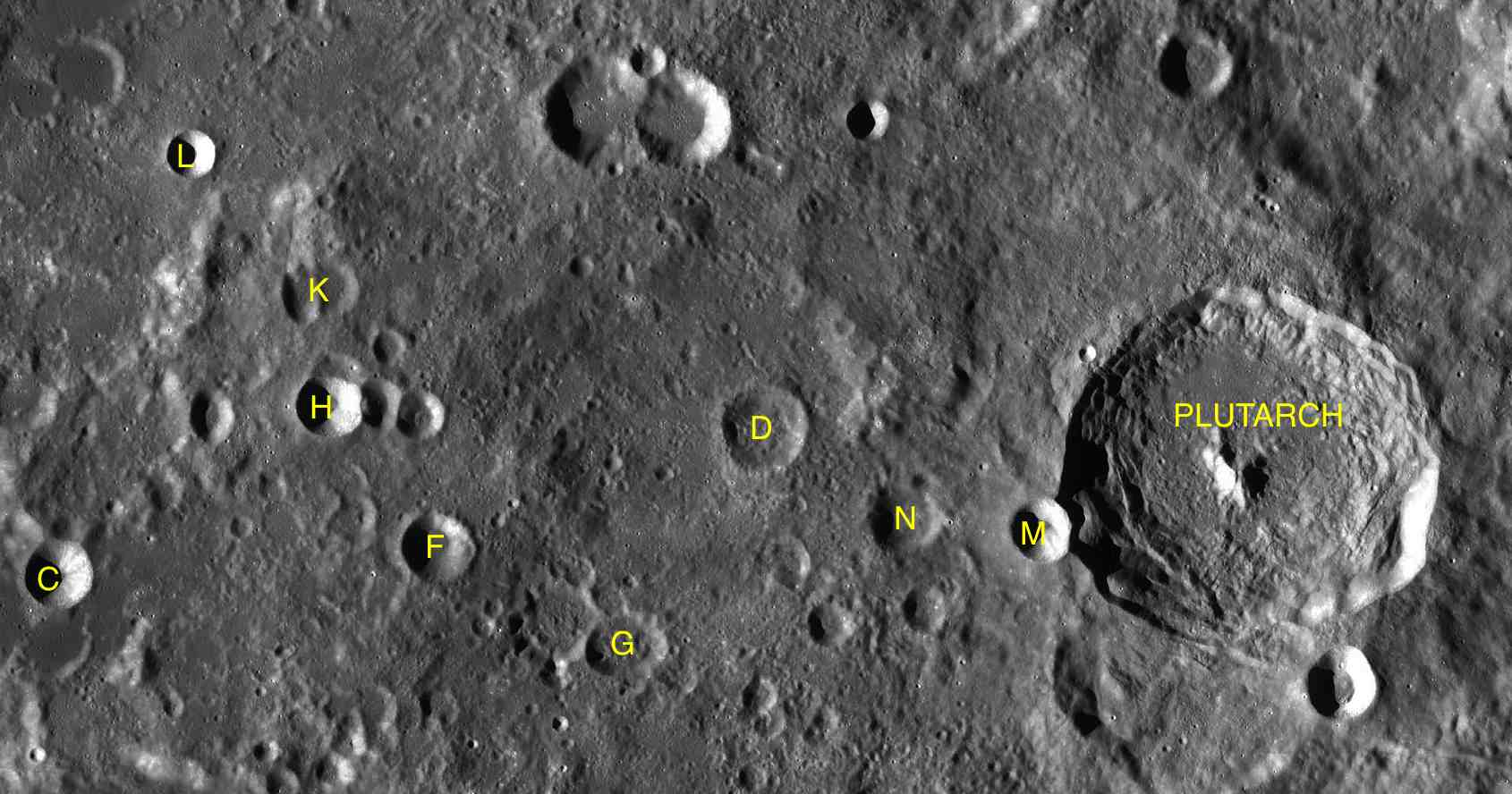
Фрагмент карты LAC-45.

| Плутарх | Координаты                                            | Диаметр, км |
| ------- | ----------------------------------------------------- | ----------- |
| C       | 23°10′ с. ш. 70°58′ в. д. / 23,17° с. ш. 70,96° в. д. | 13,2        |
| D       | 24°22′ с. ш. 75°44′ в. д. / 24,36° с. ш. 75,74° в. д. | 15,8        |
| F       | 23°31′ с. ш. 73°32′ в. д. / 23,51° с. ш. 73,53° в. д. | 12,9        |
| G       | 22°58′ с. ш. 74°51′ в. д. / 22,96° с. ш. 74,85° в. д. | 16,5        |
| H       | 24°22′ с. ш. 72°43′ в. д. / 24,36° с. ш. 72,72° в. д. | 12,0        |
| K       | 25°05′ с. ш. 72°36′ в. д. / 25,08° с. ш. 72,6° в. д.  | 14,7        |
| L       | 25°53′ с. ш. 71°38′ в. д. / 25,88° с. ш. 71,64° в. д. | 9,1         |
| M       | 23°46′ с. ш. 77°40′ в. д. / 23,77° с. ш. 77,67° в. д. | 11,7        |
| N       | 23°50′ с. ш. 76°43′ в. д. / 23,83° с. ш. 76,72° в. д. | 13,7        |

## См.также
- Список кратеров на Луне
- Лунный кратер
- Морфологический каталог кратеров Луны
- Планетная номенклатура
- Селенография
- Минералогия Луны
- Геология Луны
- Поздняя тяжёлая бомбардировка